# Delegation der Europäischen Union in den Vereinigten Staaten

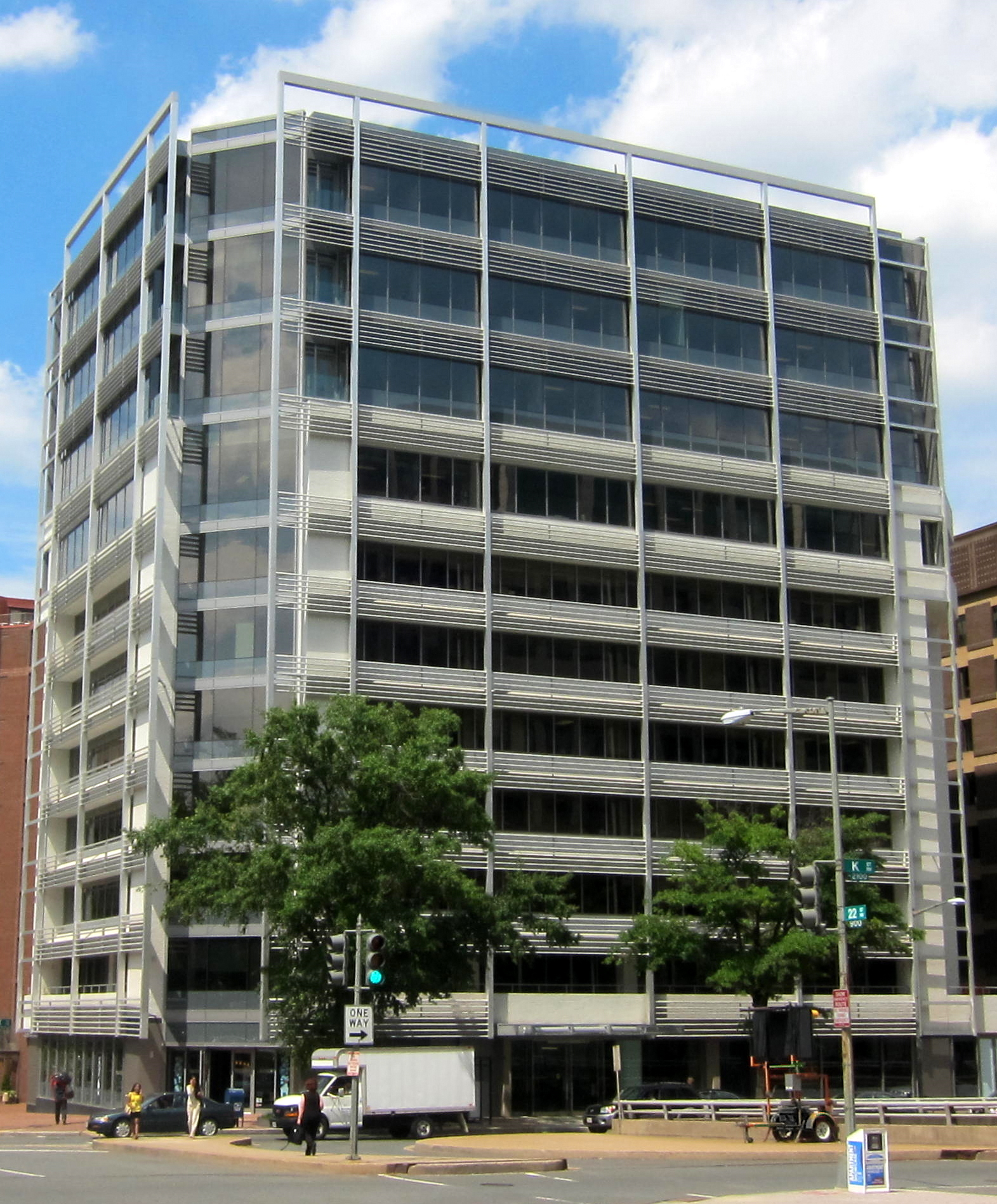
Washington Park Building, u. a. Sitz der Delegation der Europäischen Union für die Vereinigten Staaten

Die Delegation der Europäischen Union für die Vereinigten Staaten (Delegation of the European Union to the United States) ist die Vertretung der Europäischen Union in den Vereinigten Staaten von Amerika. Ihr Sitz befindet sich in Washington, D.C. und ihr Vorsitzender ist der EU-Botschafter in den Vereinigten Staaten. Sie ist eine der 139 Vertretungen und Büros der EU weltweit. 

## EU-Botschafter
- 2010–2014: João Vale de Almeida (* 1957)
- 2014–2019: David O’Sullivan (* 1953)
- 2019–2023: Stavros Lambrinidis
- Seit 2024: Jovita Neliupšienė

## Geschichte
Die USA waren der erste Staat, der die EGKS offiziell anerkannte und gründeten 1953 die US-Vertretung in der EGKS mit Sitz in Brüssel. Ein Jahr später gründete Jean Monnet, erster Präsident der Hohen Behörde der EGKS, die Vertretung der EGKS in Washington, D.C. 1972 bekam sie offiziell die vollständige diplomatische Anerkennung der Regierung Nixon und wurde in Delegation der Europäischen Kommission umbenannt. Nach dem Inkrafttreten des Vertrags von Lissabon wurde sie auf ihren heutigen Namen umbenannt. Seitdem ist sie Teil des Europäischen Auswärtigen Dienstes (EAD).

## Aufgaben
Die Delegation der Europäischen Union für die Vereinigten Staaten bietet kulturelle Veranstaltungen an und fördert die europäische Kultur in den USA, zum Beispiel im Rahmen des Monats der europäischen Kultur (European Month of Culture). So beabsichtigt sie, einen erheblichen Beitrag an der europäischen Public Diplomacy in den USA zu leisten. Außerdem gehört die Mitwirkung an der gemeinsamen Lösung von Konflikten wie der Nahostkonflikt zu ihren Hauptaufgaben. Dabei werden die gemeinsamen Werte, die die EU und die USA teilen (vor allem Frieden, Freiheit und Rechtsstaatlichkeit), besonders berücksichtigt. Auch militärische Interventionen werden von der Delegation koordiniert, so zum Beispiel die Rechtsstaatlichkeitsmission der Europäischen Union im Kosovo (EULEX Kosovo), an der ca. 60 amerikanische Soldaten teilnehmen. Die gemeinsame Arbeit an der nachhaltigen Entwicklung und an der Bekämpfung von der Abhängigkeit von Rohstoffen gehört ebenfalls zu den Kompetenzfeldern der Delegation. Nicht zuletzt ist die Arbeits- und Handelspolitik ein wichtiger Bestandteil der europäisch-amerikanischen Beziehungen und somit auch der Delegation.
Sie arbeitet zusammen mit den Botschaften der 27 Mitgliedsstaaten der EU. Sie analysiert die politische, wirtschaftliche und soziale Lage in den USA und schickt Berichte an den Hauptsitz des EAD in Brüssel.

## TTIP
Der EU-Botschafter hat sich seit Beginn der Verhandlungen im Juni 2013 mit verschiedenen Persönlichkeiten wie dem Vorsitzenden der europäischen Industrie- und Handelskammer in Philadelphia getroffen, um das Transatlantische Freihandelsabkommen zu diskutieren.

## Abteilungen

### Leitung der Delegation
Leiter und stellvertretender Leiter der Delegation repräsentieren die Europäische Union in den Vereinigten Staaten.

### Verwaltung
Die Verwaltung ist für die Belange des Personals, des Gebäudes und der Residenzen zuständig. Sie berät Beamte der Europäischen Union in verwaltungstechnischen Belangen zwischen der Europäischen Union und den Vereinigten Staaten.

### Wirtschaft und Finanzen
Die Abteilung Wirtschaft und Finanzen überwacht und beurteilt die Wirtschaftsleistung der Vereinigten Staaten. Sie unterhält die Verbindung mit den US-Behörden im Wirtschafts-, Finanz- und Währungssektor. Sie korrespondiert mit dem Internationalen Währungsfonds, der Weltbank und multilateralen Entwicklungsbanken im Interesse der Europäischen Union.

### Lebensmittelsicherheit, Gesundheit und Verbraucherschutz
Die Abteilung Lebensmittelsicherheit, Gesundheit und Verbraucherschutz steht mit der US-Regierung, dem US-Kongress, der Industrie und der Verbraucher in den Bereichen Lebensmittelsicherheit, Gesundheit und Verbraucherschutz in Beziehung.

### Politik, Sicherheit und Entwicklung
Die Abteilung Politik, Sicherheit und Entwicklung pflegt den Kontakt mit der US-Regierung und dem US-Kongress im Bereich der Außen-, Sicherheits- und Entwicklungspolitik, zur Bekämpfung des Terrorismus, im Bereich Justiz und Inneres und bei Menschenrechtsfragen.

### Presse und Öffentlichkeitsarbeit
Die Abteilung Presse und Öffentlichkeitsarbeit konzentriert sich auf die Sensibilisierung der Europäischen Union in den Vereinigten Staaten. Sie pflegt den Kontakt mit den US-Medien und versorgt diese mit Informationen und Analysen der EU-Entwicklungen, mit Positionen und Statistiken. Sie produziert und vertreibt Informationsmaterialien, unterhält die Website der Delegation und befasst sich mit öffentlichen Anfragen. Sie ist auch für die Veranstaltung von Vortragsreisen und Kulturveranstaltungen verantwortlich.

### Wissenschaft, Technologie und Bildung
Die Abteilung Wissenschaft, Technologie und Bildung unterhält Beziehungen zu US-Behörden auf Bundes- und Landesebene und ist für Forschung an Universitäten, nationalen Laboratorien und in der High-Tech-Industrie verantwortlich. Sie verarbeitet Informationen für die Europäische Kommission in Brüssel und Luxemburg in Bezug auf Trends in der Wissenschaft, Technologie und Bildung.

### Handel und Landwirtschaft
Die Abteilung Handel und Landwirtschaft überwacht den Handel und regulatorische Entwicklungen in den Vereinigten Staaten. Sie unterhält Beziehungen mit der US-Regierung, dem US-Kongress und Nichtregierungsorganisationen.

### Verkehr, Energie und Umwelt
Die Abteilung Verkehr, Energie und Umwelt analysiert die politischen, wirtschaftlichen und rechtlichen Entwicklungen in den Vereinigten Staaten in den Bereichen Transport, Energie und Umwelt.

## Stab
Leiter der Delegation der Europäischen Union für die Vereinigten Staaten ist Botschafterin Jovita Neliupšienė. Er vertritt in dieser Funktion die Präsidentin der Europäischen Kommission Ursula von der Leyen und den Präsidenten des Europäischen Rates Charles Michel unter der Aufsicht des Hohen Vertreters der EU für Außen- und Sicherheitspolitik Josep Borrell. Seit 2011 hat die Delegation rund 80 fest angestellte Mitarbeiter, darunter 30 Beamte.